# Laure Saint-Raymond

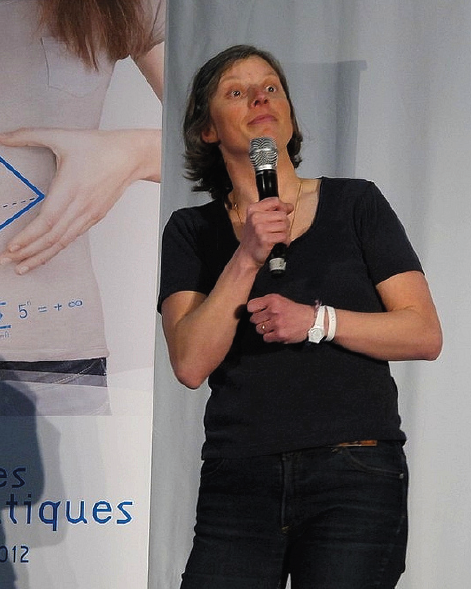
Laure Saint-Raymond, 2012.

Laure Saint-Raymond (* 4. August 1975) ist eine französische Mathematikerin.

## Biographie
Saint-Raymond promovierte 2000 an der Universität Paris VII. 2000 bis 2002 war sie Chargé des Recherches des CNRS am Labor für Numerische Analysis der Universität Paris VI. Sie war 2002 bis 2007 Professorin an der Universität Paris VI (Pierre et Marie Curie, Labor Jacques-Louis Lions), 2007 bis 2016 an der École normale supérieure (Paris) und 2016 bis 2021 an der École normale supérieure de Lyon. Seit 2021 ist sie am Institut des Hautes Études Scientifiques (IHES) in Bures-sur-Yvette.
Sie beschäftigt sich mit nichtlinearen partiellen Differentialgleichungen, speziell der Boltzmann-Gleichung (und deren hydrodynamischem Grenzfall) und hydrodynamischen Gleichungen in der Geophysik unter Einbeziehung der Corioliskräfte, mit Anwendungen auf Klimaphänomene am Äquator (Zusammenarbeit mit Isabelle Gallagher). Mit François Golse bewies sie 2004  den Zusammenhang schwacher Lösungen der Boltzmann-Gleichung (für wichtige Klassen der Kernfunktion in der Boltzmanngleichung) mit der Leray-Lösung der inkompressiblen Navier-Stokes-Gleichung, beide erhielten dafür 2006 den SIAG/APDE Preis. 2003 bewies sie die Konvergenz schwacher Lösungen der Boltzmann-Gleichung zu Lösungen der Euler-Gleichungen inkompressibler Flüssigkeiten.
2008 erhielt Saint-Raymond den EMS-Preis und den Wissenschafts-Preis der Stadt Paris und 2009 den Ruth-Lyttle-Satter-Preis. 2008 war sie ein Eingeladene Sprecherin auf dem Europäischen Mathematikerkongress in Amsterdam (Some recent results about the 6. Problem of Hilbert: hydrodynamic limit of the Boltzmann equation). Sie erhielt weiterhin die Pius XI. Goldmedaille der Päpstlichen Akademie der Wissenschaften, den Armand Preis der französischen Akademie der Wissenschaften und den Peccot Preis des Collège de France. 2013 wurde sie in die Académie des sciences gewählt. 2014 war sie Eingeladene Sprecherin auf dem ICM in Seoul (From molecular dynamics to kinetic theory and hydrodynamics). 2015 wurde sie in die Academia Europaea gewählt und erhielt den Fermat-Preis. Für 2020 wurde Saint-Raymond der Bôcher Memorial Prize zugesprochen. 2021 wurde sie zum Ehrenmitglied der London Mathematical Society gewählt. Seit 2022 ist Saint-Raymond Mitglied der National Academy of Sciences. 2022 hielt sie einen Plenarvortrag auf dem Internationalen Mathematikerkongress (Dynamics of dilute gases: a statistical approach).

## Schriften
- mit Golse: The Vlasov-Poisson system with strong magnetic field. J. Math. Pures Appl. (9)  78  (1999),  no. 8, 791–817.
- Convergence of solutions to the Boltzmann equation in the incompressible Euler limit. Arch. Ration. Mech. Anal. 166 (2003), no. 1, 47–80
- From the BGK model to the Navier-Stokes equations. Ann. Sci. École Norm. Sup. (4) 36 (2003), no. 2, 271–317.
- mit Golse: The Navier-Stokes limit of the Boltzmann equation for bounded collision kernels. Invent. Math. 155 (2004), no. 1, 81–161.
- Hydrodynamic limits of the Boltzmann Equation, Lecture notes in Mathematics, Springer, 2009

## Quelle
- A. Ran, Herman te Riele, Jan Wiegerinck (Herausgeber): European Congress of Mathematics, Amsterdam 2008, European Mathematical Society 2010